# Universitas Muhammadiyah Yogyakarta
Universitas Muhammadiyah Yogyakarta – indonezyjska uczelnia prywatna w Yogyakarcie na wyspie Jawa. Została założona w 1981 roku.